# Greenidea longicornis
Greenidea longicornis är en insektsart som beskrevs av Ghosh, M.R., A.K. Ghosh och D.N. Raychaudhuri 1971. Greenidea longicornis ingår i släktet Greenidea och familjen långrörsbladlöss. Inga underarter finns listade i Catalogue of Life.